# Vachellia tortuosa
Vachellia tortuosa  is een boomsoort uit de vlinderbloemenfamilie (Fabaceae). De soort komt voor in de Caraïben, Florida, Zuid-Texas, het noordoosten en midden van Mexico en het noorden van Zuid-Amerika, waar deze in tropische en woestijnhabitats groeit, zoals de Rio Grandevallei, het Mexicaanse centraal plateau en de Colombiaanse Tatacoa-woestijn.
De boom staat in Bonaire bekend onder de namen wabi of hobada, in Curaçao onder wabi, kashá of sumpiña ("doorn"), in Aruba onder hubada en is tevens te vinden in Sint Eustatius en Sint Maarten. In de Franse Caraïben zijn de namen gele pompon, acacia of savanne-acacia gangbaar. 

## Omschrijving
De Vachellia tortuosa is een soort houtachtige, vlinderbloemige struik of kleine boom van 3 tot 6 m hoog met uitlopende takken. De twijgen en bladstelen hebben dikke, cilindervormige, hoekige stekels van 0,5 tot 4 cm. De boom onderscheidt zich door zijn duidelijk kronkelige takken, zoals de naam tortuosa aangeeft.
Het blad wordt gedragen door een bladsteel met een langwerpige klier. Het bestaat uit twee tot acht paar oorschelpen, die op hun beurt weer bestaan uit tien tot twintig paar blaadjes, die 4-7 × 1 mm lang zijn. De bloemen zijn gebundeld in gele, okselvormige bloemgestellen met een diameter van 10 mm, gedragen op een 15–35 mm, harige steel.
In de Caraïben bloeit de Vachellia tortuosa bijna het hele jaar door, vooral in juni-juli. De vrucht is een subcilindrische peul, 8–15 cm × 7–9 mm, zwart wanneer ze rijp is, onregelmatig samengedrukt tussen de zaden.

## Synoniemen
- Acacia tortuosa (L.) Willd.
- Mimosa tortuosa L.
- Poponax tortuosa (L.) Raf.

## Toepassingen
Nabij Willemstad, Curacao staat de Kathedraal van doornen van kunstenaar Herman van Bergen. Dit kunstwerk is opgebouwd uit 30 miljoen doornentakken van de sumpiña, die verzameld werden te Bullenbaai, Caracasbaai en Santa Barbara Beach.

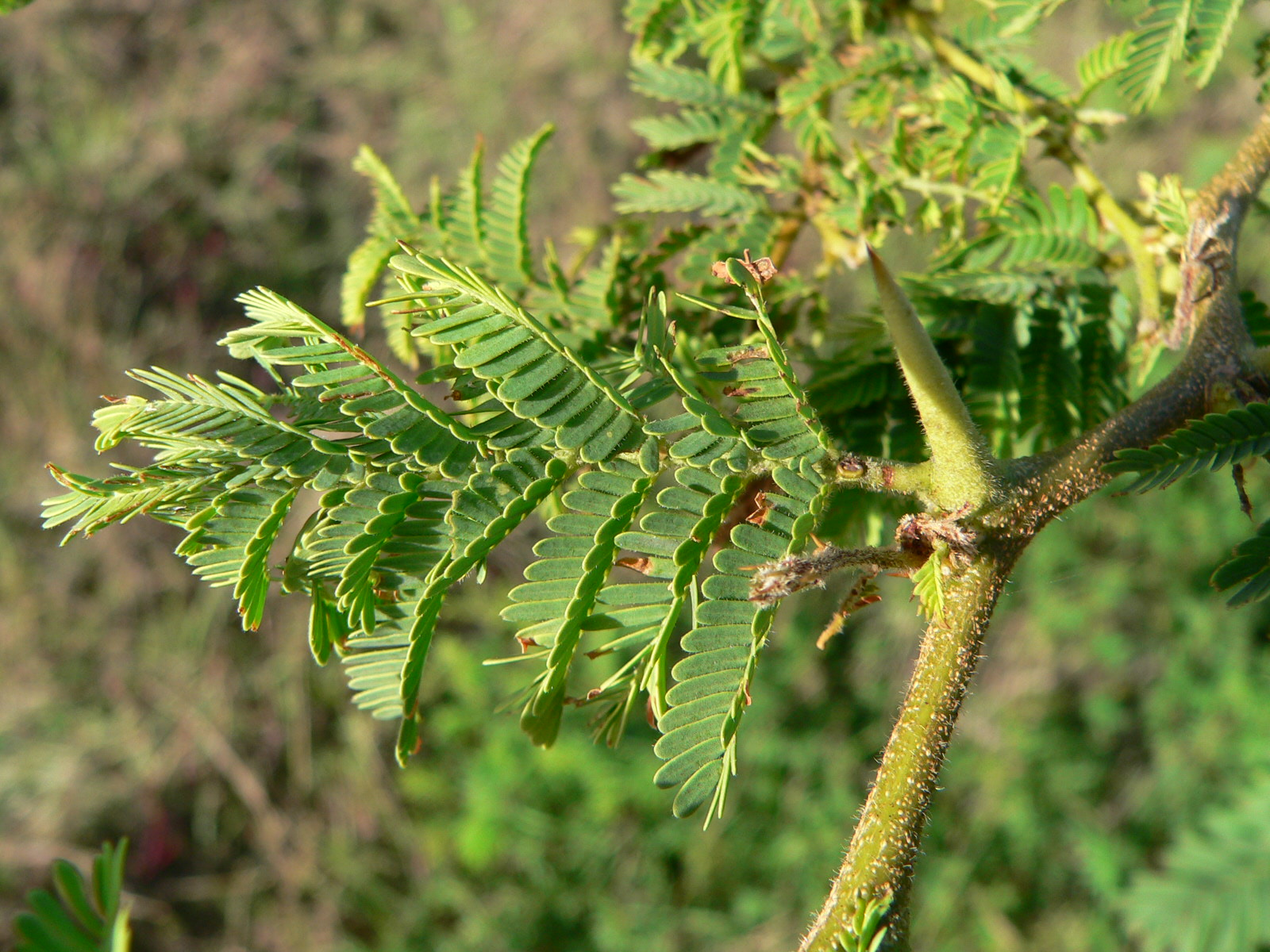
Doorn en klier op de bladsteel
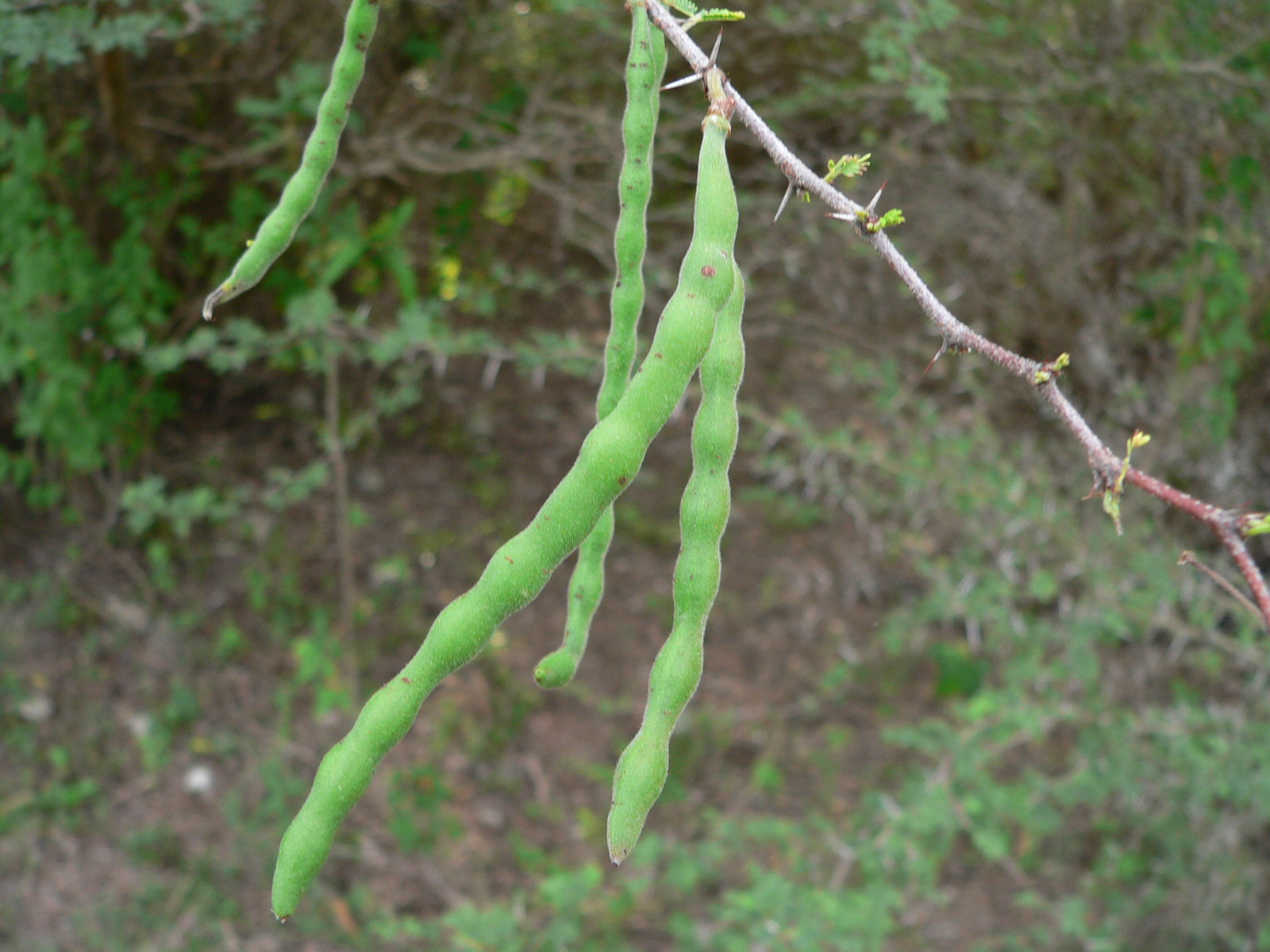
Peulen
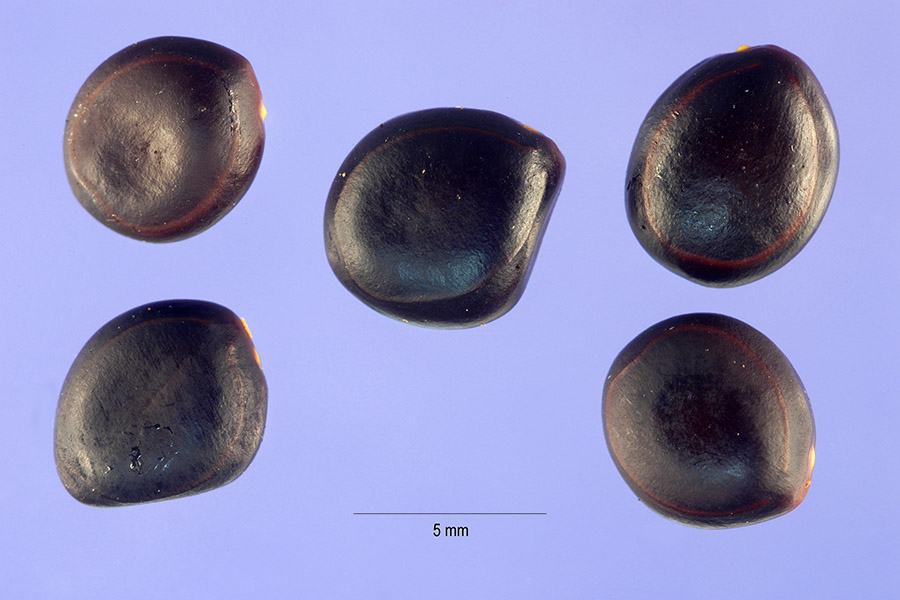
Zaden